# Демшинский сельсовет
Демшинский сельсовет — сельское поселение в Добринском районе Липецкой области Российской Федерации.
Административный центр — село Демшинка.

## История
Статус и границы сельского поселения установлены Законом Липецкой области от 23 сентября 2004 года № 126-ОЗ «Об установлении границ муниципальных образований Липецкой области»

## Население
| 2010 | 2012 | 2013 | 2014 | 2015 | 2016 | 2017 |
| ---- | ---- | ---- | ---- | ---- | ---- | ---- |
| 736  | ↘724 | ↘709 | ↘704 | ↘690 | ↘661 | ↘653 |
| 2018 | 2021 |      |      |      |      |      |
| ↘640 | ↘628 |      |      |      |      |      |

## Состав сельского поселения
| № | Населённый пункт  | Тип населённого пункта       | Население |
| - | ----------------- | ---------------------------- | --------- |
| 1 | Александровка 1-я | деревня                      | 131       |
| 2 | Большие Отрожки   | деревня                      | 64        |
| 3 | Демшинка          | село, административный центр | 405       |
| 4 | Наливкино         | деревня                      | 107       |
| 5 | Панино-Липецкое   | деревня                      | 29        |